# Anthemis cupaniana
La camomilla delle Madonie (Anthemis cupaniana Tod. ex Nyman) è una pianta appartenente alla famiglia delle Asteraceae, endemica della Sicilia.

## Descrizione

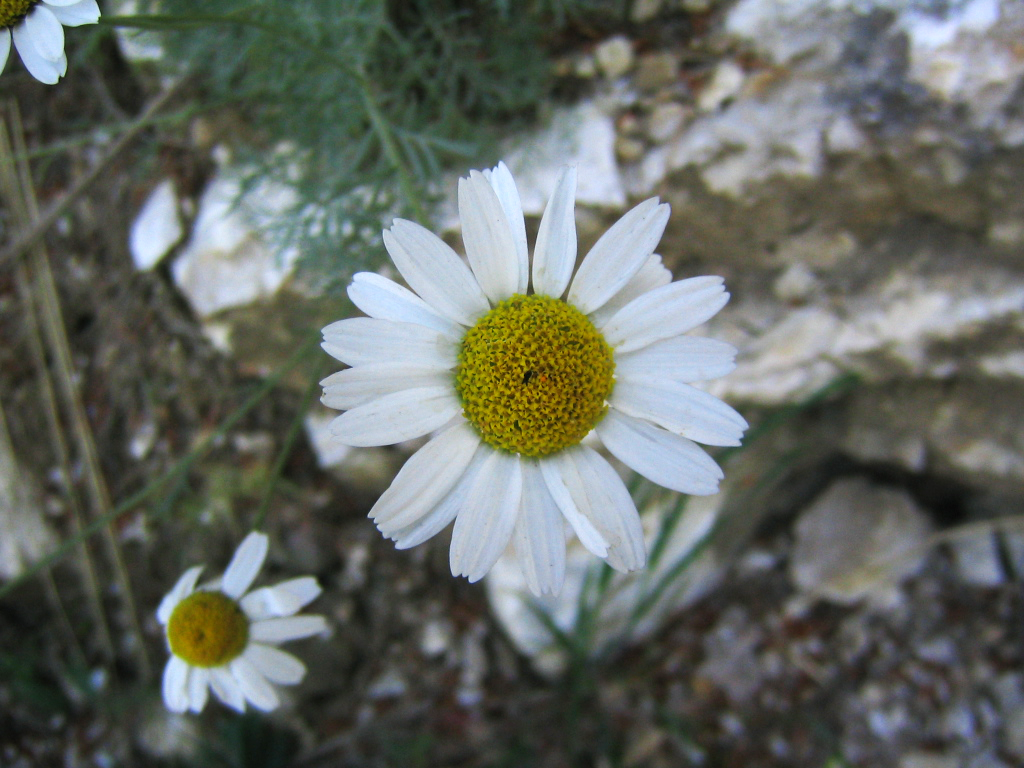
Particolare del capolino

Specie perenne, camefita suffruticosa  con fusto foglioso di 10–60 cm ascendente e ramoso, con gradevole profumo di camomilla.

### Foglie
Le foglie di 1–5 cm 2(-1) sono pennatosette con lamina nelle lacinie estreme di 0,5-2,5 x 3–16 mm.

### Fiori
Infiorescenze a capolino di 2–4 cm di diametro con ligule patenti. I fiori sono periferici ligulati bianchi con ligule lanceolate-spatolate di 3-5 x 8–16 mm; fiori centrali gialli. Pagliette ad apice tridentato con dente intermedio più lungo, aculeato mentre i laterali sono sempre membranacei (a volte con margine eroso).

### Frutti
I frutti sono acheni bianchi a piramide capovolta, quadrangolare, ± incurvati, con coste poco prominenti e lisce, corona continua membranacea, bianca (lungh. max 1 mm).

## Distribuzione e habitat
Predilige rupi ombrose calcaree e macereti a quote comprese tra 500 e 1.800 m s.l.m.

### Fitosociologia
Fisionomizza l'Anthemido-Centauretum busambarensis Brullo & Marcenò 1979 cui si associano frequentemente Athamanta sicula, Erysimum bonannianum, Sedum dasyphyllum, Anthyllis vulneraria subsp. busambarensis e Dianthus arrostii.